# Władysław Marcinkowski

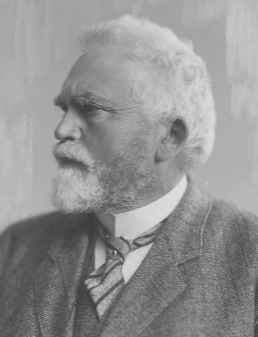
Władysław_Marcinkowski

 Władysław Marcinkowski (* 16. Juni 1858 in Mieszkow; † 10. Dezember 1947 in Posen) war ein polnischer Bildhauer.

## Leben
Marcinowski begann seine Ausbildung an der Abendschule für Zeichnen und Modellieren in Posen und studierte später in Berlin und Paris. 1890 ließ er sich in Berlin nieder. Anfangs wohnt er in der Wartenburgstraße 10. Ab 1894 hatte er sein Atelier in der Lützowstraße 82, wo er bis 1905 arbeitete. Danach wohnte er in der Bayreuther Straße 11 und hatte sein Atelier in der Motzstraße 40. Während der Studienjahre und später in Berlin pflegte er den Kontakt zu im Exil lebenden polnischen Künstlern.
Ab 1914 lebte er dauerhaft in Posen. Zum 50-jährigen Jubiläum seiner künstlerischer Arbeit erhielt er 1929 den Kunstpreis der Stadt Posen.

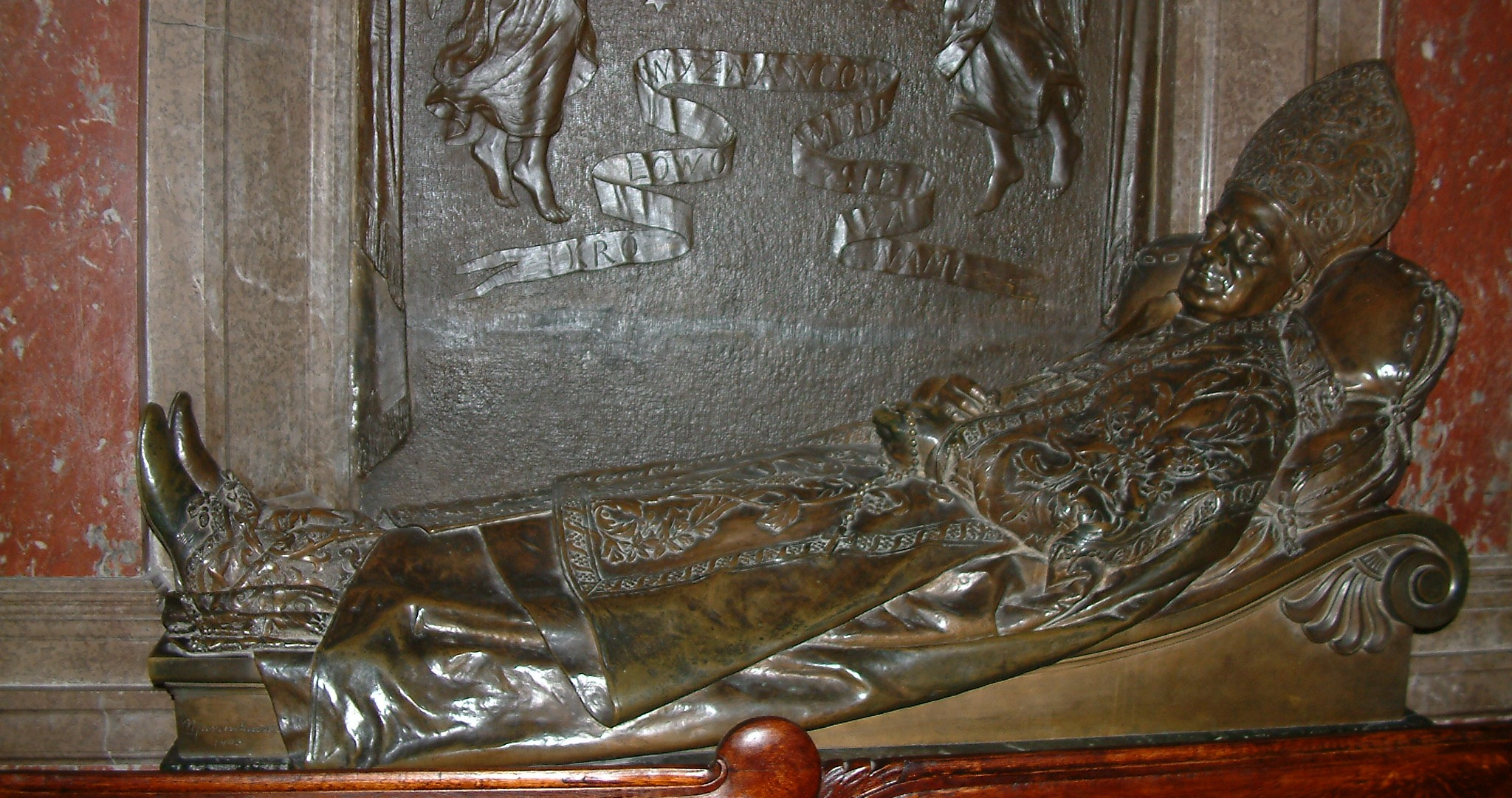
Sarkophag für Kardinal Ledóchowski im Dom zu Posen

## Werk
Er schuf hauptsächlich Porträt-Skulpturen und Bildwerke mit religiösen Themen.
Folgende Werke sind von ihm bekannt (Auswahl):
- Ostrów Wielkopolski, Pilger, 1890
- Skulpturen im Dom zu Posen: Christus übergibt den Schlüssel dem hl. Petrus, 1893, Grabstein von Erzbischof Dinder und Sarkophag von Kardinal Ledochowski,
- Posen, Merkur und Herkules an der Fassade der Bank Przemysłowców
- Posen, Gedenkmedaillon für Frederik Chopin, 1910